# Perruqueria Serrat
La Perruqueria Serrat és un edifici del municipi de Girona que forma part de l'Inventari del Patrimoni Arquitectònic de Catalunya.

## Descripció
Local comercial que ocupa una part de la planta baixa d'un antic casal situat al Barri Vell de Girona. La composició en façana presenta influències "noucentistes" i Art Decó, amb una encertada combinació d'elements de ceràmica i de forja, i utilitzant únicament dos colors. És interessant el disseny de l'aparador col·locat a 45° respecta la façana, amb un basament de ceràmica i la resta de fusta i vidre dissenyat seguint una estètica Art-Decó. Cal destacar el rètol de forja de la part superior, de formes molt estilitzades.

## Història
El seu autor formava part de l'equip de col·laboradors de Rafael Masó. Posteriorment a la seva mort continuà treballant sobretot en feines d'interiorisme i decoració. La part de forja d'aquesta botiga es deu al serraller Cadenas també col·laborador de Masó.